# Thái Công Triều
Thái Công Triều (蔡公朝, ?-?) là một võ quan triều Nguyễn. Ông theo Lê Văn Khôi trong cuộc nổi dậy ở thành Gia Định (1833-1835). Khi đại cục thất bại, Thái Công Triều bị bắt và xử tội chết.

## Tiểu sử
Thái Công Triều là người ở Thừa Thiên. Không rõ thân thế, chỉ biết trước khi nổ ra cuộc nổi dậy Lê Văn Khôi (1833-1835) tại thành Phiên An thì ông đang làm vệ úy coi biền binh ở đó.

Theo Đại Nam thực lục:
Giáp thân, năm Minh Mệnh thứ 5 (1824) ... Sai Tổng trấn Bắc Thành Lê Chất thống lĩnh 4 vệ quân Kinh (Nội hầu, Thành võ, Ban trực hữu, Hữu bảo nhị) đi kinh lược các địa phương Thanh Hoa, Nghệ An. Vua thấy hai trấn ấy đói kém, trộm cướp nổi lên, cho nên sai Chất đi, phàm mọi việc bắt bớ xếp đặt cùng việc có lợi nên làm, có hại nên bỏ, đều cho tùy nghi thu xếp. Sai bọn Thiêm sự Công bộ là Lê Văn Đức, Chủ sự Binh bộ là Nguyễn Công Tú, Tham luận Trung dinh quân Thần sách là Thái Công Triều đi theo làm việc. Lại sai mộ lập lính cơ, phàm những người quê ở Thanh Hoa làm hai cơ Thanh thuận, quê ở Nghệ An làm hai cơ An thuận, quê ở Bắc Thành làm cơ An bắc, quê từ Quảng Bình vào Nam làm cơ Tĩnh bắc, mỗi cơ 10 đội, mỗi đội 50 người....

Kỷ sửu, năm Minh Mệnh thứ 10 [1829] ... Lấy Phó quản cơ An thuận là Thái Công Triều làm thự Vệ úy vệ Tả bảo nhị, theo lời xin của Tổng trấn Gia Định Lê Văn Duyệt.
Theo sử liệu thì Lê Văn Khôi vốn là một thổ hào ở Cao Bằng, sau theo cha nuôi là Tả quân Lê Văn Duyệt vào Nam. Đêm 18 tháng 5 âm lịch năm Quý Tỵ (1833), vì bất mãn, Lê Văn Khôi đã cùng với 27 người lính hồi lương giết chết Bố chính Bạch Xuân Nguyên và Tổng đốc Nguyễn Văn Quế...
Được phần nhiều quân lính ở Phiên An ủng hộ, Lê Văn Khôi bèn chiếm lấy thành, tự xưng là Đại nguyên suý, phong chức cho những người đồng mưu để cùng chống lại nhà Nguyễn. Khi ấy, Thái Công Triều được làm trung quân và được cử đi đánh lấy các tỉnh thành.
Theo giáo sư Nguyễn Phan Quang thì quân Thái Công Triều đi đến đâu quan lại triều Nguyễn bỏ chạy đến đấy. Quân sĩ và nhân dân các nơi nức lòng đi theo nghĩa quân, chỉ trong vòng một tháng đã chiếm được cả sáu tỉnh Nam Kỳ. 
Đang khi thắng lợi, thì Lê Văn Khôi cắt đôi đất Nam Kỳ, giao một nửa cho Thái Công Triều quản lĩnh để đền công.
Nghe tin có binh biến ở miền Nam, vua Minh Mạng liền sai năm tướng là: Tống Phước Lương, Phan Văn Thúy, Trần Văn Năng, Nguyễn Xuân, Trương Minh Giảng cùng thống lĩnh quân thủy bộ và tượng binh tiến gấp vào đánh dẹp.
Khoảng trung tuần tháng 7 năm 1833, cả ba đạo đại quân xuất phát từ Huế đã đến Gia Định. Thấy lực lượng binh triều đông đảo và hùng hổ quá, địa chủ và phú hào các nơi đều dao động, lần lượt quay về với triều đình.
Suy tính thiệt hơn, Thái Công Triều bèn đầu hàng triều đình, rồi dẫn quân đi đánh lại Lê Văn Khôi, lấy lại các tỉnh thành mà trước đây ông đã chỉ huy chiếm được.
Theo Đại Nam thực lục: Năm 1833, Thái Công Triều đánh chiếm Định Tường, Vĩnh Long, An Giang, Hà Tiên. Lê Văn Khôi sai Triều và Trương Văn Tuế đi cai trị, Triều sau đó ngầm hàng triều đình rồi giết Tuế. Nhờ sự đầu hàng của Triều, quân triều đình nhà Nguyễn lần lượt lấy lại được tỉnh thành Định Tường, Vĩnh Long. Triều về sau đánh nhau vơi quân của phe Khôi ở Rạch Chanh (Định Tường) và chợ Chiếu (Đàm Thị, Gia Định), giết (ngụy) Tả quân Dương Văn Nhã. Triều lúc sau giúp quân Nguyễn lấy lại tỉnh An Giang rồi về Gia Định cùng đánh phe Khôi. (Ngụy) Trung quân Phó tướng Lê Đắc Lực nhờ Triều cho về hàng triều đình, sau cũng bị giết. Minh Mạng rất hài lòng về Triều: "Thái Công Triều cũng là một người khôn ... Trẫm xét ra Triều thành thực, cho nên đã giáng chỉ cho khai phục ... ", thăng cho Triều chức thự Chư quân Vệ uý An Giang. Triều sau đó cũng tham gia đánh quân Xiêm ở Thuận Cảng, chiến đấu hăng hái. Về sau, lại theo quân triều đình lên Nam Vang đánh dẹp, được thăng quyền sung lãnh binh An Giang, sau đó là Hà Tiên. Minh Mạng lúc sau cho gọi Triều về đánh dẹp thành Phiên An, bắt phải bày mưu lập công.
Lê Văn Khôi biết thế không chống nổi, bèn vào thành Phiên An cố thủ, rồi sai người sang Xiêm La cầu cứu. Đầu năm 1834, Lê Văn Khôi chết vì bệnh phù thũng và quân Xiêm sang cứu cũng đã bị đánh tan. Nhưng dưới sự chỉ huy của Tiền quân Nguyễn Văn Trắm, quân nổi dậy vẫn tiếp tục cầm cự cho đến ngày 16 tháng 7 năm 1835, thành mới bị đánh hạ.
Mặc dù nỗ lực lập công chuộc tội, nhưng trong đoàn phạm nhân bị đóng cũi sắt giải về Huế, có Thái Công Triều. Bùi Văn Cúc (con nuôi của Lê Văn Khôi) đã khai ông là một trong những tay chủ mưu. Ông bị kêu án lăng trì, nhưng xét vì có công và vì biết ăn năn nên giảm xuống còn tội xử trảm.

Sử nhà Nguyễn ghi:
Ất Mùi, Minh Mệnh năm thứ 16 [1835], 
Đảng giặc thành Phiên An cũ là ngụy Trung quân Thái Công Triều phải tội, bị giết. Trước đây, vua dụ các Tướng quân, Tham tán ở quân thứ Gia Định rằng: Thái Công Triều từ khi trở về với triều đình, chưa được về Kinh chiêm bái, bộc bạch tấm lòng. Nay đảng giặc trong thành đã sắp chết, tướng biền hiện ở đó vây đánh cũng đã thừa sức. Vậy cấp cho ngựa trạm, phái hai người thị vệ hoặc đội trưởng cùng đưa Triều đi. Khi Triều đã đến Kinh, vua sai bộ Hình hỏi rõ tâm tích. Triều nói nhiều lời úp mở. Gặp bấy giờ có con nuôi nghịch Khôi là ngụy Đô quản lĩnh Bùi Văn Cúc ra thú, nói: việc biến loạn ở thành Phiên An năm ngoái, trước đây thấy nghịch Nhã nói chuyện với nghịch Khôi rằng Thái Công Triều có nói: nay chia đặt tỉnh hạt, thì các đại bác, khí giới, thuyền mành, và thuốc đạn ở thành sẽ chia đi các tỉnh, nếu không kịp thời nổi lên lúc này, còn đợi bao giờ? Nghịch Khôi bèn tập hợp đồ đảng nổi loạn. Khi nghịch Khôi ốm nặng, sắp chết, chỉ cắn răng căm giận về một việc Thái Công Triều trở về với triều đình thôi, ngoài ra không nói gì đến việc khác. Các Tướng quân, Tham tán làm tập mật tâu lên. Vua phê bảo rằng: vẫn biết Thái Công Triều là chủ mưu. Viện Đô sát cũng hặc tâu về tội trạng của Triều đồng mưu với giặc. Vua dụ rằng: “Nghĩa lớn vua, tôi, có quan hệ đến luân thường, Thái Công Triều đã chịu quan chức của triều đình, lại đồng mưu làm phản, cam lòng chịu quan chức của giặc. Vậy không kể có thông mưu hay không, chỉ một việc sa ngã theo giặc, giữ thành làm phản, cũng đã là mất hết lương tâm rồi. Một khi cái đạo lập thân đã hỏng, thì muôn việc tan vỡ, dù có tài năng công nghiệp đến đâu cũng không đủ để chuộc tội được. Huống chi từ khi được tha tội, đem dùng đến giờ, Triều không lập được công trạng gì rõ rệt. Nay bắt đến xét hỏi thì nói năng lúng túng, phần nhiều có điều không nói hết, không nói thực. Thế là hắn vẫn giữ lòng giảo quyệt, hành động như loài quỷ quắc! Phép nước sờ sờ ra đó, khó lòng khoan thứ được. Chuẩn cho tức thì cách chức, giao xuống bộ Hình nghị xử”.

Khi bản án dâng lên, theo pháp luật, Triều đáng phải lăng trì nhưng vì Triều sau đã biết trở về với triều đình, nên được đổi làm trảm quyết. Còn thân thuộc và gia sản đều được miễn tra xét bắt bớ.
Thái Công Triều bị chém chết lúc nào không rõ.

## Lời bàn
(Chỉ dùng để tham khảo)
- Sử gia Phạm Văn Sơn:

Thái Công Triều, một đại tướng của Khôi đã trở giáo ra đầu hàng quân triều và đánh lại quân khởi nghĩa. Do sự phản bội bất thình lình này, mặt trận Gia Định của Khôi bị uy hiếp và tinh thần của quân khởi nghĩa bị xuống dần .
- Học giả Vương Hồng Sển:

 (Thái Công) Triều theo (Lê Văn) Khôi là đầu hàng đỡ chớ vẫn nhị tâm, nên lén tư thông đưa thư cho các đồng liêu cũ... Khi có tin binh triều đi phạt tội đã đến Mô Xoài (Bà Rịa), Triều gởi thơ ra tận Huế, một mặt thông đồng với binh vua, một mặt phản lại Khôi... Ở Rạch Chanh (Đăng Giang), Triều gặp tả quân Sáu Khả, giả chước mời qua thuyền yến ẩm rồi xuất kỳ bất ý giết Khả và hạ sát cả bọn tùy tùng... Tội nghiệp phần nào mà cũng đáng đời phần nào là Thái Công Triều, lội qua phe Khôi, rồi lội trở qua phe triều đình mà cũng không khỏi rụng đầu.

## Sách tham khảo chính
- Quốc sử quán triều Nguyễn (Cao Xuân Dục làm tổng tài), Đại Nam chính biên liệt truyện. Nhà xuất bản Văn học, 2004.
- Phạm Văn Sơn, Việt sử tân biên (quyển 4). Tủ sách Sử học Việt Nam xuất bản, Sài Gòn, 1961.
- Nguyễn Phan Quang, Việt Nam thế kỷ XIX (1802-1884). Nhà xuất bản Thành phố Hồ Chí Minh, 2002.
- Vương Hồng Sển, Đất sành cũ đất Nam Kỳ và giặc Lê Văn Khôi, in trong Khảo về đồ sứ men lam (Huế). Nhà xuất bản Mỹ thuật, 1994.
- Quốc sử quán triều Nguyễn, Đại Nam thực lục (tập 02, 03, 04). Bản dịch của Trung tâm khoa học xã hội và nhân văn quốc gia, Viện sử học Quốc sử quán triều Nguyễn, Tổ Phiên dịch Viện Sử học phiên dịch. Nhà xuất bản Giáo Dục xuất bản năm 2007.
- Chữ Hán: Quốc sử quán triều Nguyễn, Đại Nam thực lục, đệ nhị kỷ, quyển 26, 59, ..., 152.